# Sulfadimetoxina
La sulfadimetoxina (nombre comercial Albon o Di-Methox) es una medicación antimicrobiana de tipo sulfamida duradera la cual se usa en la medicina veterinaria. Es usado para tratar muchas infecciones, como las respiratorias, entéricas, del tracto urinario y del tejido blando, o por sí mismo o con ormetoprima para ampliar el rango deseado. Como todas las sulfamidas, la sulfadimetoxina inhibe a la síntesis de ácido fólico en bacteria por actuar como un inhibidor competitivo que compete con PABA. Es la medicina más prescrito a perros con coccidioisis.

## Mecanismo
Como las otras sulfamidas, la sulfadimetoxina es un inhibidor en dihidropteroato sintasa. Bacteria y unos protozoos no pueden obtener el ácido fólico del ambiente, sino deben sintetizarle por convertir PABA (para-aminobenzoico) a dihidropteroato con la enzima  dihidropteroato sintasa. Sulfamidas actúan como inhibidores competitivos: son estructuralmente similar a PABA, y así pueden adherir al sitio activo de la enzima en su lugar. A estos organismos les faltan ácido fólico para producir los ácidos nucleicos (ADN y ARN), que son necesarios para división celular. Así, tiene un efecto microbiostático—previene el crecimiento del patógeno en lugar de matarlo completamente, lo que haría algo con efecto microbicida—y tiene el efecto más fuerte en el comienzo de una infección, cuando las células del patógeno están dividiéndose rápidamente. Por ser microbiostático, la sulfadimetoxina aún necesita que el animal puede responder con una respuesta inmune.

### Con ormetoprima
La sulfadimetoxina o se puede vender sola o en combinación con ormetoprima para ser un 'sulfonamida potenciada', que tiene más  actividad antimicrobiana. Ormetoprima es una diaminopiridina; es decir, inhibe la enzima dihidrofolato reductasa, que viene después de dihidropteroato sintasa en la síntesis de ácido fólico. Aunque el ratio óptimo de sulfadimetoxina por ormeoptrima es 20:1, la combinación es vendida como una mezcla 5:1.

## Farmacocinética

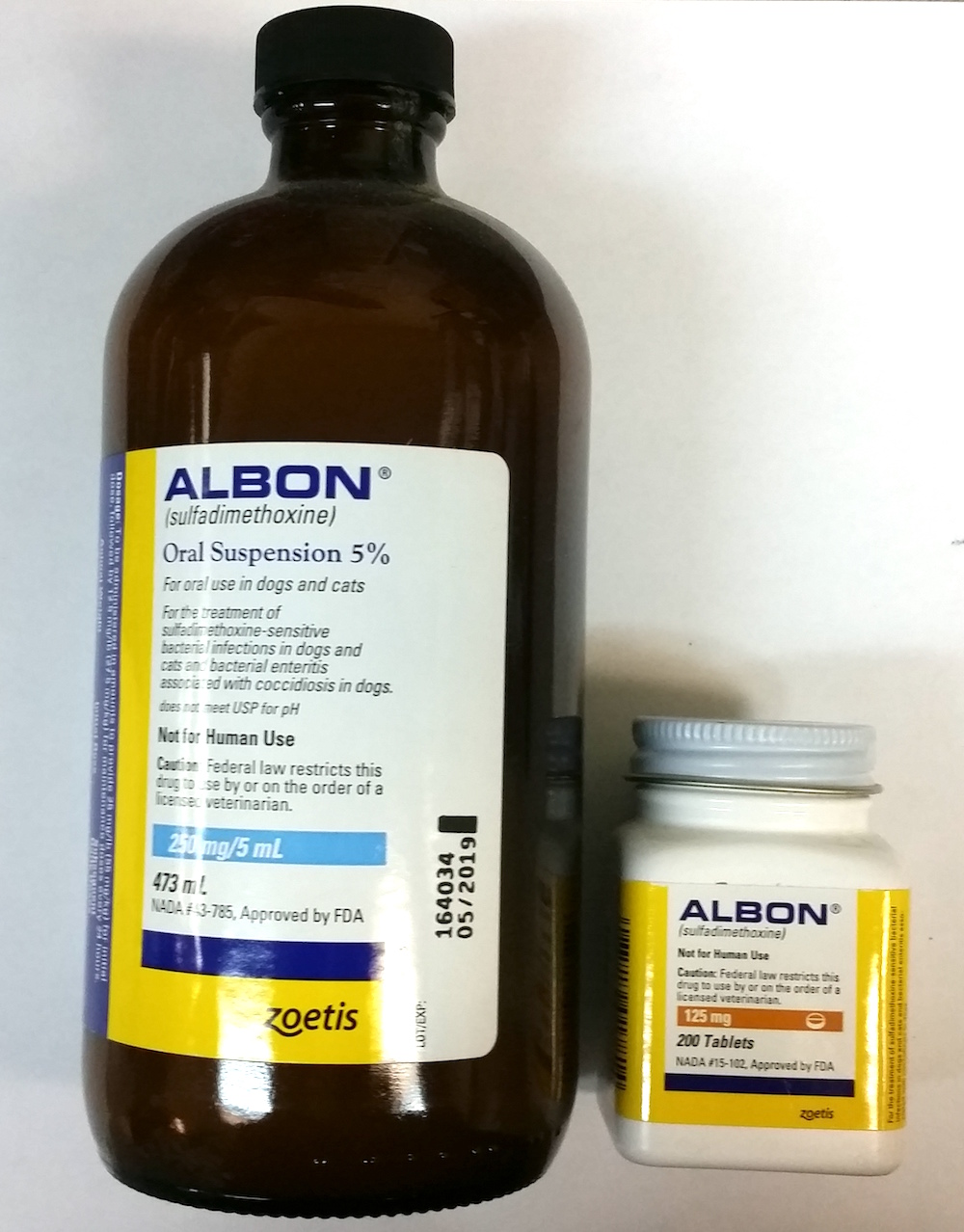
Una botella de suspensión y una botella de pastillas de sulfadimetoxina, que se vende con el nombre comercial «Albon»

La sulfadimetoxina, como todas las sulfamidas, se transporte por difusión fácilmente en su forma lipófila y no ionizada, y alcance a muchos tejidos. Las cantidades relativas son determinados tan por su constante de acidez como el pH de cada tejido. Así, los tejidos o fluidos corporales menos ácidos y los tejidos enfermos con muchos leucocitos suelen tener una mayor concentración de la medicación. Tiene mucha habilidad de adherir a las proteínas en el sangre, lo que hace que la sulfadimetoxina puede mantener un nivel más alto que las otras sulfonamidas. Así, una dosis más baja puede dar niveles terapéuticas en la sangre. En la mayoría de los animales para que se usa esta medicación, la sulfadimetoxina es acetilado en el hígado para formar acetilsulfadimetoxina. Sin embargo, los perros no pueden acetilarla—o a ningunas sulfamidas—y la excreta relativamente no cambiado en la orina. Su inhabilidad de transformar sulfadimetoxina también se hacen más susceptibles a los efectos adversarios.
La sulfadimetoxina es muy soluble en el pH que normalmente ocurre en los riñones, y es reabsorbido fácilmente por los túbulos renales, lo que contribuye a su vida media larga. El uso de sulfadimetoxina ha traído a la luz preocupaciones que precipite en los riñones y cause cristaluria. Aunque la cristaluria no es actualmente una ocurrencia común en la medicina veterinaria, se puede evitarse completamente por añadir una diaminopiridina como ormetoprima. También se avisa que se mantiene al animal bien hidratado.

## Uso clínico
La sulfadimetoxinaes la única medicina aprobado por la FDA en los EE. UU. para el tratamiento to coccidioisis en gatos y perros. También se usa para:
- Tratar las infecciones del piel y del tejido blanco en perros causadas por Staphylococcus aureus y E. coli[8]
- Tratar el ganado para la enfermedad respiratoria bovina, el podredumbre de pie, la neumonía causada por Pasteurella, y la difteria de ternero causada por Fusobacterium necrophorum[2]
- Cuando es combinado con ormetoprima:[1]
  - Tratar infecciones del tejido blando, de piel, del tracto urinario y coccidioisis en perros
  - Prevenir la cólera aviar y coccidioidis causados por Eimeria en aves de corral
  - Tratar forunculosis en salmones y truchas

Es también uno de las únicas medicinas aprovechadas para tratar ganado lechero lactando (las otras son sulfabrometazina y sulfatoxipiridazina).